# Scapania scandica
Scapania scandica là một loài rêu tản trong họ Scapaniaceae. Loài này được (Arnell & H. Buch) Macvicar miêu tả khoa học lần đầu tiên năm 1926.